# Río Plátano
Het biosfeerreservaat Río Plátano ("Bananenrivier") ligt in het noordoosten van Honduras, in een gebied dat bekendstaat als de Mosquitia Hondureña, ofwel de Miskito-kust van Honduras. Het gebied beslaat ongeveer 830.000 hectare. Het is onderverdeeld in een beschermde zone, daarbuiten een bufferzone die onder restricties commercieel en agricultureel gebruikt kan worden, en daarbuiten een productiezone. Het is een van de weinige restanten van tropisch regenwoud in Midden-Amerika, met een omvangrijke en gevarieerde flora en fauna. In het glooiende heuvellandschap dat reikt tot aan de Caribische kust leven ongeveer 2000 indianen, grotendeels behorend tot de Miskito.
In 1982 werd het gebied opgenomen op de werelderfgoedlijst van UNESCO. Het voortbestaan van het natuurreservaat werd daardoor echter niet gewaarborgd, en is sindsdien haast nog problematischer dan daarvoor. In 2011 besloot UNESCO dat het werelderfgoed de status 'bedreigd' te geven.
Het bosgebied van het natuurreservaat is sinds de opname op de werelderfgoedlijst kleiner geworden, als gevolg van oprukkende landbouw door kleine boeren en veehouders. Het Zuiden en het Westen van het gebied worden bedreigd door illegale houtkap, en ongecontroleerde commerciële jacht komt ook voor. Een belangrijke oorzaak van dit probleem is dat Honduras geen mogelijkheden heeft om de omvangrijke staf die nodig is om het reservaat te beschermen te bekostigen.
In 1996 lanceerde de International Union for the Conservation of Nature (IUCN) een uitgebreid plan ter verbetering van de situatie van de Río Plátano. Dit plan werd door de Hondurese Minister van Milieu onderschreven en het werd uitgevoerd met financiële hulp uit het werelderfgoed-fonds.
De orkaan Mitch die in 1998 Honduras trof betekende echter een nieuwe structurele bedreiging voor het gebied. De orkaan veroorzaakte enorme schade aan Honduras, waardoor de overheid prioriteit gaf aan activiteiten die de economie weer zouden herstellen. Daardoor zet de Hondurese overheid kracht achter plannen om een waterkrachtcentrale (Patuca II) te bouwen binnen de grenzen van het reservaat, met mogelijk negatieve gevolgen voor de ecologie in het gebied. Deze centrale zou noodzakelijk zijn, omdat het land voor de elektriciteitsvoorziening grotendeels afhankelijk is van één andere waterkrachtcentrale die in tijden van droogte niet toereikend is.
Het reservaat is onder de lokale bevolking onderwerp van discussie. Met name de Miskito-indianen voelden zich gepasseerd door de plaatsing op de werelderfgoedlijst, doordat zij in die beslissing geen zeggenschap hadden en geconfronteerd werden met restricties in het gebruik van het gebied. De indianen menen dat dit onterecht is, aangezien zij al in het gebied woonden lang voordat er sprake was van het bestaan van de Republiek Honduras. Bovendien hebben zij met hun traditionele leefwijze, die zij niet meer onbeperkt kunnen uitvoeren, het gebied goed bewaard. De Miskito-indianen ervaren deze beperkingen als buitengewoon onfair, nu commerciële toeristenlodges nog steeds niet worden tegengehouden door de Hondurese overheid maar zij wel strafbaar zijn als ze naar oude gewoonte gebruikmaken van de natuurlijke hulpbronnen die het regenwoud ze biedt.
- Library of Congress Control Number: sh99000357
- Nationale Bibliotheek van Israël: 987007556527805171
- Virtual International Authority File: 315138771